# Lábdaco
Lábdaco (en gr. Λάβδακος, 'cojo') es un personaje secundario de la mitología griega, apenas recordado por ser el padre de Layo y abuelo de Edipo. 
Dice la Biblioteca mitológica que Polidoro, que llegó a ser rey de Tebas, se casó con Nicteide, hija de Nicteo, y engendró a Lábdaco; éste pereció poco después que Penteo por ser tan obstinado como él, dejando un hijo de un año de edad, Layo, durante cuya infancia ocupó el trono Lico, hermano de Nicteo. El suceso más notable de su reinado fue la guerra que mantuvo con el rey de Atenas, Pandíon I, por motivos fronterizos; Lábdaco perdió la guerra.Pausanias aporta el detalle de que tanto Lábdaco como Layo aceptaron voluntariamente ceder el poder del trono y la custodia de su hijo a Nicteo, sin necesidad bélica. Se desconoce el nombre de la consorte de Lábdaco. Una versión tardía imaginaba a Lábdaco como hijo de Agénor, a su vez hijo de Belo.

## Ciclo tebano
La afrenta del rey Lábdaco inicia el ciclo tebano de maldiciones y castigo que escribieron Esquilo y Sófocles. El primero a través de Los siete contra Tebas y el segundo con sus obras Edipo rey, Edipo en Colono y Antígona.
El rey Lábdaco provoca la hamartia (maldición) entre su descendencia al negarse a realizar los ritos que demanda el dios Dioniso. Las Bacantes, sacerdotisas del dios, enfurecidas por su osadía, lo sentencian a muerte y lanzan una maldición contra los miembros de su gens (tribu), los labdácidas.